# レジー・アバークロンビー
レジー・アバークロンビー（Reginald Damascus Abercrombie, 1981年7月15日 - ）は、アメリカ合衆国ジョージア州コロンバス出身の元プロ野球選手（外野手）。右投右打。

## 経歴

### プロ入りとドジャース傘下時代
1999年のMLBドラフト23巡目でロサンゼルス・ドジャースから指名を受け、翌2000年にドジャースに入団する。同年はマイナーリーグのルーキー・アドバンスド級パイオニアリーグでプレイした。54試合の出場はチームで8番目だったにもかかわらず、チーム最多・リーグ2位となる32盗塁を記録するなど、存在感を示した。
2001年は階級を二つ上げ、クラスA級サウス・アトランティックリーグで125試合に出場した。チームで唯一となる二桁本塁打（10本）を記録するなど、右翼手・中堅手のレギュラーとして活躍した。この年のチームメイトに、後にMLBで1,000安打・100本塁打などの実績を挙げるシェーン・ビクトリーノや、2009年のWBCにドミニカ共和国代表として出場したウィリー・アイバーらがいた。
2002年は更に階級を上げ、アドバンスドA級フロリダ・ステートリーグで主にプレイした。132試合に出場し、いずれもチーム最多となる145安打（リーグ3位）・13三塁打（リーグ1位）・41盗塁（リーグ2位）といった数字を記録した。一方で、三振数158は2位に36個差をつけてのリーグ1位だった。守備では前年同様右翼手を中心にこなしたが、中堅手の守備にも就いた。アイバーとはこの年もチームメイトだった。また、AA級での試合にも1試合出場した。
2003年はAA級サザンリーグに所属するジャクソンビル・サンズで年間通じてプレイし、チームトップの15本塁打（リーグ7位タイ）・28盗塁（リーグ6位）を記録するなど、AA級でも数字を残した。ただ、この年もリーグ1位の164三振を喫し、四球の数はその10分の1以下となる16に留まるなど、課題も残した。

### ダイヤモンドバックス傘下時代
2004年、シーズン途中の7月31日にアリゾナ・ダイヤモンドバックスへ移籍する。この年はマイナーリーグの3つのチームで合計104試合に出場し、打率.252・12本塁打・51打点・27盗塁という成績だった。

### マーリンズ時代
2005年4月6日にフロリダ・マーリンズへ移籍する。この年は4月から7月までアドバンスドA級で、7月から9月までAA級でプレイし、125試合で25本塁打を記録。長打率でも自己最高となる.484をマークした。
2006年はスプリングトレーニングで打率.358と好調だったこともあり、AAA級をパスしてMLBデビューを果たすこととなる。4月4日にミニッツメイド・パークで行われた開幕2戦目のヒューストン・アストロズ戦に8番・中堅手で先発出場し、4回表の第2打席にアンディ・ペティットからメジャー初安打を記録した。9回表にも左翼へ安打を放ち、MLBでのデビュー戦は5打数2安打だった。その後当たりが止まり、4月5日から4月18日のシンシナティ・レッズ戦の第2打席にかけて22打数連続無安打という不振に陥るが、この試合の第3打席で中堅への2点適時打を放ち、2週間振りの安打を記録するとともに、メジャー初打点も記録した。翌19日のレッズ戦では6回表にメジャー初本塁打を、5月1日のフィラデルフィア・フィリーズ戦ではメジャー初盗塁も記録した。5月は打率.272・10打点・出塁率.350とまずまずの数字を残したが、6月は20試合に出場して安打を記録したのが3試合に留まるなど、月間打率.129と再び不振に陥り、その後も調子が大幅に上向くことはなかった。7月下旬以降はスタメンを務める機会も減少し、9月の打席数は僅かに4だった。年間を通じてMLBに在籍し、111試合に出場したが、5本塁打・6盗塁と、マイナーリーグ時代の持ち味を発揮出来たとは言い難い結果に終わった。
2007年は開幕をAAA級で迎える。5月にMLBへ復帰し、当初はスタメンを任されるが、打率は2割台前半をさまよい、6月には再びAAA級へ降格となった。9月にMLBへ再度昇格すると、主に代打として11打席に立つも1安打に終わり、シーズンでは35試合・打率.197と、前年と比べて軒並み数字を落としてしまった。一方、AAA級では93試合の出場ながらリーグ最多の41盗塁を記録し、打つ方でも打率.323（チーム1位）・17本塁打などの数字を残した。

### アストロズ時代
2007年10月11日、ヒューストン・アストロズへ移籍。
2008年も開幕時点ではマイナーリーグにおり、MLBの試合に初出場したのは6月7日だった。7月に一度AAA級へ降格するなど、8月終了時点では打率.200・出塁率.219といった厳しい数字が並んでいたが、9月に入ると一転好調になり、12試合・25打数で打率.440・出塁率.481を記録した。また、この年にMLBで決めた5盗塁は全て9月に入ってから成功したものだった。結果として、シーズンでは34試合・打率.309という数字を残したが、打席数は前年よりも更に減少した。シーズン終了後の12月に、アストロズと再契約を結んだ。
2009年、AAA級のパシフィックコーストリーグに所属するラウンドロック・エクスプレスで、主に右翼手レギュラーとして134試合に出場した。しかし、チームトップの26盗塁を記録した以外は目立った数字を残すことが出来ず、4年振りにMLBでの試合出場なしに終わった。11月9日にフリーエージェントとなった。

### アストロズ退団後
2010年は独立リーグのアメリカン・アソシエーションに所属するスーフォールズ・ファイティングフェザンツでプレイし、打率.328、そしていずれもリーグ3位となる22本塁打・90打点・34盗塁を記録。チームの地区優勝に大きく貢献した。
2011年3月にはメキシカンリーグでも試合に出場したが、5月以降は再びファイティングフェザンツでプレイした。打率.304・17本塁打・66打点と、前年より数字は落としたが、33盗塁はリーグ2位タイだった。
2012年3月から7月にかけて、メキシカンリーグ南地区のプエブラ・パロッツで82試合に出場。5月末には5試合連続・21打数無安打という時期もあったが、総じてコンスタントに結果を残し、いずれもチームトップの21本塁打・21盗塁を記録して実力を示した。7月30日に再度独立リーグのファイティングフェザンツに復帰し、9月3日までプレイ。31試合の出場ながら打率.336・31打点と、こちらでも打撃は好調だった。
2013年3月から4月にかけてはパロッツに、4月から6月にかけてはパロッツと同じくメキシカンリーグ南地区に所属するタバスコ・キャトルメンに在籍した。パロッツでは19試合で打率.263と今一つの結果だったが、キャトルメンに入団後は7試合連続安打を放ち、この間に打率.500・4本塁打・13打点と数字を荒稼ぎした。その後はまた低調な時期が続いたこともあり、2チームでの合計では58試合・打率.288・11本塁打・47打点という成績だった。その後、前年と同じく7月30日に、ファイティングフェザンツから名称を変更したカナリーズに復帰。独立リーグで約1か月間プレイした。カナリーズでの成績は、30試合・打率.298・7本塁打・26打点だった。
2014年4月はメキシカンリーグ北地区のモンクローバ・スティーラーズでプレイ。最初の9試合では、全ての試合で打点を上げるなど打率.390・4本塁打・16打点と大当たりだったが、その後は調子を落として打点も稼げず、トータルでは16試合・打率.314・16打点という成績だった。OPSは1.053という高い数字を記録した。5月に独立リーグのアメリカン・アソシエーションに所属するウィニペグ・ゴールドアイズに加入。100試合に出場し、ともにチームトップの19本塁打・74打点を記録。チームの得点源として結果を残した。
2015年はカナディアン・アメリカン・リーグのサセックスカウンティー・マイナーズと契約。7月18日にウィニペグ・ゴールドアイズと再契約し、9月8日にはトレードでアトランティックリーグのサザンメリーランド・ブルークラブスに移籍した。
2016年からウィニペグ・ゴールドアイズに復帰。
2019年限りで引退を発表した。

## その他
守備に関しては、外野の3ポジションであるレフト・センター・ライトの全ての経験を有するが、マイナーリーグではライトを最も多く守っている。一方で、MLBではセンターの守備に就いた回数が最も多く、2010年に独立リーグやメキシカンリーグでプレイを始めてからも、出場したほとんどの試合でセンターの守備を務めている。
2006年にマーリンズでメジャーデビューを果たしたが、この年にマーリンズでメジャーデビューした選手の中には、この年の新人王に輝き、2009年に首位打者を獲得したハンリー・ラミレス、2010年に最優秀防御率を獲得したジョシュ・ジョンソン、強打の二塁手ダン・アグラなど、錚々たる顔ぶれが揃っていた。

## 詳細情報

### 年度別打撃成績
| 年 度    | 球 団    | 試 合 | 打 席 | 打 数 | 得 点 | 安 打 | 二 塁 打 | 三 塁 打 | 本 塁 打 | 塁 打 | 打 点 | 盗 塁 | 盗 塁 死 | 犠 打 | 犠 飛 | 四 球 | 敬 遠 | 死 球 | 三 振 | 併 殺 打 | 打 率 | 出 塁 率 | 長 打 率 | O P S |
| -------- | -------- | ----- | ----- | ----- | ----- | ----- | -------- | -------- | -------- | ----- | ----- | ----- | -------- | ----- | ----- | ----- | ----- | ----- | ----- | -------- | ----- | -------- | -------- | ----- |
| 2006     | FLA      | 111   | 281   | 255   | 39    | 54    | 12       | 2        | 5        | 85    | 24    | 6     | 5        | 4     | 1     | 18    | 2     | 3     | 78    | 2        | .212  | .271     | .333     | .604  |
| 2007     | FLA      | 35    | 80    | 76    | 16    | 15    | 3        | 0        | 2        | 24    | 5     | 7     | 1        | 0     | 0     | 2     | 0     | 2     | 22    | 1        | .197  | .238     | .316     | .553  |
| 2008     | HOU      | 34    | 60    | 55    | 10    | 17    | 5        | 0        | 2        | 28    | 5     | 5     | 2        | 1     | 1     | 1     | 0     | 2     | 23    | 0        | .309  | .339     | .509     | .848  |
| MLB：3年 | MLB：3年 | 180   | 421   | 386   | 65    | 86    | 20       | 2        | 9        | 137   | 34    | 18    | 8        | 5     | 2     | 21    | 2     | 7     | 123   | 3        | .223  | .274     | .355     | .629  |

- 2018年度シーズン終了時

### 年度別守備成績
| 年 度 | 球 団 | 中堅（CF） | 中堅（CF） | 中堅（CF） | 中堅（CF） | 中堅（CF） | 中堅（CF） | 左翼（LF） | 左翼（LF） | 左翼（LF） | 左翼（LF） | 左翼（LF） | 左翼（LF） | 右翼（RF） | 右翼（RF） | 右翼（RF） | 右翼（RF） | 右翼（RF） | 右翼（RF） |
| 年 度 | 球 団 | 試 合      | 刺 殺      | 補 殺      | 失 策      | 併 殺      | 守 備 率   | 試 合      | 刺 殺      | 補 殺      | 失 策      | 併 殺      | 守 備 率   | 試 合      | 刺 殺      | 補 殺      | 失 策      | 併 殺      | 守 備 率   |
| ----- | ----- | ---------- | ---------- | ---------- | ---------- | ---------- | ---------- | ---------- | ---------- | ---------- | ---------- | ---------- | ---------- | ---------- | ---------- | ---------- | ---------- | ---------- | ---------- |
| 2006  | FLA   | 87         | 172        | 3          | 5          | 1          | .972       | 3          | 0          | 0          | 0          | 0          | ----       | 13         | 4          | 0          | 0          | 0          | 1.000      |
| 2007  | FLA   | 17         | 54         | 2          | 1          | 0          | .982       | 3          | 3          | 0          | 0          | 0          | 1.000      | 2          | 3          | 0          | 0          | 0          | 1.000      |
| 2008  | HOU   | 11         | 29         | 2          | 0          | 1          | 1.000      | 12         | 7          | 0          | 0          | 0          | 1.000      | -          | -          | -          | -          | -          | -          |
| MLB   | MLB   | 115        | 255        | 7          | 6          | 2          | .978       | 18         | 10         | 0          | 0          | 0          | 1.000      | 15         | 7          | 0          | 0          | 0          | 1.000      |

- 2018年度シーズン終了時